# Biblioteca comunale Chelliana
La Biblioteca comunale Chelliana è la principale biblioteca pubblica della città di Grosseto.
La biblioteca conta un patrimonio documentario di circa 130 000 unità ed è l'istituto bibliotecario di riferimento della provincia di Grosseto, centro operativo della Rete grossetana delle biblioteche, degli archivi e dei centri di documentazione (GROBAC). Fondata il 1º marzo 1860 dal canonico Giovanni Chelli, al quale è intitolata, è nota per essere stata al centro dell'impegno culturale dello scrittore Luciano Bianciardi nell'immediato dopoguerra.
È ospitata all'interno dell'ottocentesco palazzo Mensini, nel centro storico della città in via Mazzini. Dal 2009 è aperto un punto biblioteca presso l'ospedale Misericordia di Grosseto.

## Storia

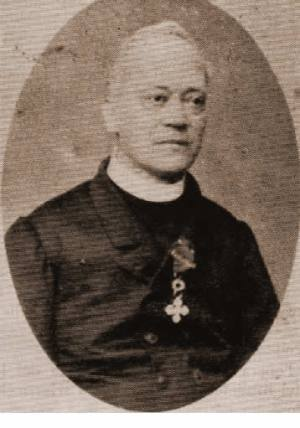
Giovanni Chelli (1809-1869)

### Giovanni Chelli e la nascita della biblioteca
L'istituzione di una biblioteca pubblica nella città di Grosseto si deve alla passione culturale e all'intraprendenza politica del canonico Giovanni Chelli, erudito senese, ordinato sacerdote nel 1840 e canonico della cattedrale di San Lorenzo. Personalità controversa di sacerdote repubblicano e liberale, aveva appoggiato il governo provvisorio di Francesco Domenico Guerrazzi schierandosi contro papa Pio IX, ed era forte sostenitore dell'unità d'Italia, nonché legato da rapporti di amicizia a personalità risorgimentali quali Costantino Nigra e Vincenzo Salvagnoli; questo atteggiamento gli erano costati anni di esilio, sorveglianza e censura. A Grosseto, il Chelli fu il principale e forse unico promotore culturale della città, avvertendo fin dal principio la necessità dell'istituzione di una biblioteca civica; fino a quel momento, infatti, il solo ente che animasse la vita cittadina era la Confraternita della Misericordia, dedita peraltro ad attività filantropiche. Il 30 dicembre 1858, Giovanni Chelli presentò un'istanza al Capitolo dei canonici della cattedrale: nelle intenzioni del sacerdote, che da tempo stava raccogliendo un nutrito fondo librario e anche alcuni oggetti archeologici – molti dei quali accomunati dai soli criteri di preziosità e rarità – c'era anche quella di partecipare attivamente alla lotta per l'alfabetizzazione. Il Capitolo deliberò che a Giovanni Chelli fosse «accordata la direzione di detta Biblioteca con il titolo di Direttore» e a questo scopo gli assegnò tre locali del Palazzo Vescovile, privo del proprio inquilino in quanto la diocesi era sede vacante.
Chelli si occupò in autonomia di recuperare suppellettili per l'allestimento dei locali e soprattutto cercare donazioni per incrementare il fondo librario. I primi in città che avevano sostenuto l'operato del sacerdote erano stati il vescovo Giovanni Domenico Mensini, morto nel 1858 lasciando nel testamento la propria libreria personale ricca di edizioni di pregio, e il vicario capitolare Domenico Pizzetti, morto nel 1859, che aveva donato un'ampia collezione di testi del XVI, XVII e XVIII secolo. A questo primo nucleo di circa 5 000 volumi, si aggiunsero altre donazioni, raggiungendo infine la cifra di 9 000 volumi.
La prima biblioteca a Grosseto, non disgiunta dal museo civico archeologico, fu così inaugurata il 1º marzo 1860. Durante la sua direzione, con il sacerdote Federigo Riccioli quale bibliotecario, Chelli continuò a scrivere lettere a uomini facoltosi sia locali sia nazionali, allo scopo di incrementare il patrimonio della neonata biblioteca. Tra le più cospicue, si ricordano le donazioni del gonfaloniere del comune di Grosseto Angelo Ferri, di Angelo Fabbrini e di Maurizio Bufalini; all'indomani dell'unità d'Italia, Chelli scrisse lettere anche al ministro Marco Minghetti, al barone Bettino Ricasoli, a re Vittorio Emanuele III e all'imperatore francese Napoleone III.
Per meglio comprendere tuttavia il clima di arretratezza economica e sociale in cui il progetto di una pubblica biblioteca si stava inserendo, basti pensare che la città di Grosseto, che era limitata al solo nucleo urbano entro le mura medicee, era disabitata per sei mesi l'anno. Durante i mesi più caldi infatti si verificava il fenomeno dell'estatatura, quando tutti gli uffici pubblici si trasferivano in montagna date le condizioni geografiche e climatiche proibitive che aumentavano il rischio di contrarre la malaria. Il Chelli si ritrovò fin da subito a fronteggiare problemi di carattere economico, anche perché il sostegno ricevuto dal Capitolo della cattedrale era soltanto apparente. La diocesi di Grosseto attendeva la nomina di un nuovo vescovo, in quanto la sede era vacante dal 1858 a causa dei contrasti tra lo Stato italiano e lo Stato Pontificio, e non sentiva necessità di impegnarsi in un progetto che mancava dell'approvazione di un'autorità ecclesiastica superiore. Deciso a rendere statale la biblioteca, il presbitero scrisse al Ministero della pubblica istruzione nell'agosto del 1862, affinché intervenisse con un decreto, ma la risposta fu negativa; il suggerimento, tuttavia, fu quello di donare spontaneamente l'istituzione al Comune. Dopo un'iniziale esitazione, Chelli si decise a sottoscrivere l'atto di donazione inter vivos nel 1864 e la solenne cerimonia d'inaugurazione fu tenuta il 30 marzo 1865 con l'intitolazione della biblioteca al suo fondatore.

### I continui trasferimenti e i primi inventari
Il patrimonio librario nel frattempo continuava ad aumentare, soprattutto in seguito ad una sostanziosa donazione dell'ingegnere Alessandro Manetti (1865), e la necessità di dare alla biblioteca una sede stabile iniziò farsi pressante. Nel maggio 1866 è contato un patrimonio di circa 50 000 volumi, ordinato in cinque sezioni (belle lettere, scienze, arti e mestieri, storia, giurisprudenza, teologia) secondo il sistema di classificazione "Brunet". Nel 1867 il papa nominò Anselmo Fauli nuovo vescovo di Grosseto, dopo nove anni di sede vacante, e il Chelli arrivò a esortare il Governo affinché acquistasse il palazzo vescovile temendo la chiusura della biblioteca, timore poi rivelatosi fondato. La Chelliana fu sfrattata dalla residenza diocesana e la nuova sistemazione comportò una provvisoria divisione tra la biblioteca e la sezione archeologica. I libri furono ospitati in due sale di palazzo Ponticelli, mentre i reperti vennero trasferiti nel chiostro della chiesa di San Francesco. Giovanni Chelli morì nell'ottobre del 1869, non prima però di esprimere un'ultima richiesta: il trasferimento della biblioteca in via Mazzini presso la "barriera" di Porta Nuova. A questa sede verrà destinata nel 1870, nuovamente riunita con il museo civico. Per la biblioteca ebbe inizio un iter di trasferimenti che mortificò ogni tentativo di migliorare le sorti dell'istituzione e che invece finì per disperdere buona parte del patrimonio fino a quel momento accumulato.
Nonostante la nomina di un nuovo direttore nella figura di Giovanni Battista Ponticelli (1843-1912), e di un bibliotecario conservatore, il professor Agostino Barbini, il quale dal 1873 per primo si dedicò alla compilazione degli inventari e alla riorganizzazione del materiale, la biblioteca si trovava ancora in una situazione precaria, anche per la poca attenzione rivoltale dall'amministrazione comunale. Pochi anni dopo la morte di Barbini, che era rimasto bibliotecario fino al 1902, la biblioteca fu affidata al nuovo direttore Giovanni Pizzetti, avvocato e personalità influente della società grossetana dell'epoca, che era stato sindaco della città negli anni novanta del XIX secolo. Il direttore Pizzetti comprese subito lo stato precario dell'istituzione e denunciò all'amministrazione comunale la mancanza di figure professionali addette alla conservazione della biblioteca; forse per via della sua influenza politica, venne accontentato il 20 ottobre 1909 con la nomina a conservatore del professor Alfredo Segrè, al quale fu affidato il nuovo riordino degli inventari. Nel 1910 Segrè inventariò e descrisse trentanove manoscritti per gli Inventari dei manoscritti delle biblioteche d'Italia di Giuseppe Mazzatinti e Albano Sorbelli, e inserì i circa 25 000 volumi della biblioteca nel catalogo a schede organizzato secondo il sistema "Staderini". Tra le donazioni significative di questo periodo, si segnalano i fondi della matematica Adele Capuzzo Dolcetta (1905) e del patriota Nicola Guerrazzi (1912).

### Dagli anni venti alla seconda guerra mondiale: le direzioni Cappelli e Broli
Alfredo Segrè rimase responsabile dell'organizzazione della Chelliana fino al 1920, mentre la direzione, dopo le dimissioni di Giovanni Pizzetti il 27 dicembre 1909, era stata affidata a una commissione presieduta dall'architetto Lorenzo Porciatti, rimasto in carica almeno fino al 1913. Dopo una seconda parentesi di Pizzetti dal 1921 al 1923, la biblioteca con il museo venne affidata al canonico Antonio Cappelli, già membro del consiglio direttivo dal 1904. La prima iniziativa fu quella di destinare la Chelliana alla sede di palazzo Mensini in via Mazzini, ex seminario e sede del Regio ginnasio e liceo "Carducci-Ricasoli"; una residenza finalmente stabile e l'attenta direzione da parte di Cappelli consentirono una crescita esponenziale dell'istituto, soprattutto grazie a una cospicua serie di acquisti e donazioni. Nel 1934 il professor Angelo Davoli della Scuola bibliografica italiana condusse un'indagine sugli incunaboli posseduti dalla biblioteca, scrivendo infine di una «doviziosa raccoltina di trentadue incunaboli», della presenza di varie centinaia di manoscritti e cinquecentine e di una collezione totale di circa 70 000 volumi.
Cappelli morì il 28 luglio 1939 e venne sostituito nel dicembre di quell'anno da Maria Emilia Broli, la quale fu la prima direttrice della Chelliana effettivamente competente in materia biblioteconomica. Inizialmente assistita da un giovane Giorgio De Gregori, la Broli lamentava che il suo predecessore «nulla aveva fatto circa quelle misure di previdenza, alle quali il Ministero dell'Educazione Nazionale invitava tutti i direttori delle biblioteche del Regno». La direttrice si occupò anche di procurarsi le schede e i registri regolamentari richiedendoli alla Biblioteca Nazionale Centrale di Firenze e dette inizio così al primo vero processo di ordinamento della Chelliana, con la modernizzazione delle procedure ed una corretta archiviazione realizzata mediante inventari, cataloghi e una migliore tenuta dei registri, ponendosi per la prima volta come servizio al pubblico. Durante gli anni della seconda guerra mondiale, la Broli organizzò l'evacuazione del materiale di maggiore pregio dell'istituto secondo il Piano di protezione antiaerea (PPA) del Ministero: la sua intuizione fu quella di decentrare le opere più preziose affidandole in custodia a don Omero Mugnaini, parroco antifascista di Istia d'Ombrone, che le conservò all'interno della casa canonica di San Salvatore. Questo permise al materiale più antico di sopravvivere alle vicissitudini della guerra: il 29 novembre 1943, infatti, palazzo Mensini venne fortemente danneggiato da un bombardamento anglo-americano, che ebbe come conseguenza quella di lasciare la biblioteca incustodita ed esposta a continui saccheggi. Parte del materiale sopravvissuto venne trasferito nello scantinato del palazzo della Regia scuola tecnica industriale di piazza De Maria, fuori Porta Vecchia: tale scelta non si rivelò fortunata, in quanto il palazzo fu danneggiato e gli scantinati completamente allagati in seguito all'alluvione che colpì la città il 2 novembre 1944.

### Luciano Bianciardi e la biblioteca del dopoguerra
Al termine del secondo conflitto mondiale la Chelliana visse un periodo di incuria e di incertezze; stava procedendo la ricostruzione di Grosseto – palazzo Mensini sarà ricostruito nel 1946 – e i libri della biblioteca erano ancora in buona parte conservati nello scantinato del palazzo di piazza De Maria. Nel 1945 la direttrice Maria Emilia Broli era stata assegnata alla direzione della biblioteca comunale di Asti, e la Chelliana era gestita dall'amministrazione comunale mediante l'impiego di volontari. Tra questi vi era Luciano Bianciardi, il quale «armato di uno spazzolino di penne di struzzo» aveva iniziato nel 1948 l'opera di liberazione dei libri dal fango, inizialmente senza compenso, finendo poi per essere assunto dalla biblioteca il 24 gennaio 1949. Sebbene nelle intenzioni del Comune vi fosse quella di nominare direttore l'allora consigliere comunale Tullio Mazzoncini, su richiesta della soprintendente Anita Mondolfo si procedette ad un'ufficiale richiesta di candidature. Delle tre persone che fecero richiesta, tra cui Renato Pollini che sarà poi sindaco della città, solo Bianciardi era laureato e inoltre aveva già dato inizio in via non ufficiale al riordino del materiale. Nell'autunno del 1951 Luciano Bianciardi venne nominato direttore della Chelliana.
Nonostante fosse stata riaperta al pubblico già dall'estate del 1949, l'inaugurazione ufficiale avvenne il 6 luglio 1952, alla presenza delle autorità locali, del direttore generale Ettore Apolloni e dall'ispettore generale delle biblioteche Carlo Frattarolo. La riorganizzazione della biblioteca dopo la guerra era avvenuta in collaborazione tra Bianciardi e la stessa Mondolfo e al momento dell'inaugurazione possedeva 20 000 volumi. L'attività di Bianciardi era inizialmente portata avanti con il solo aiuto del custode Eugenio Gentili. Il suo proposito era quello di unire il profilo storico delle raccolte a un'opera di aggiornamento e incremento del patrimonio, volta ad incontrare il nuovo pubblico e a proporre l'istituzione come utile strumento di sapere contemporaneo.
Nel fervore culturale dell'Italia del dopoguerra, la Chelliana sviluppò una forte ripresa organizzativa e intellettuale, con Bianciardi stesso promotore di numerose iniziative in città e in provincia: si ricordano l'organizzazione di un cineforum; le collaborazioni con Carlo Cassola sull'«Avanti!» circa le condizioni dei minatori del grossetano, poi finite nel volume di indagine sociologica I minatori della Maremma; e la settimana del libro alla cui inaugurazione nel novembre del 1953 aveva partecipato il ministro Amintore Fanfani. Dal febbraio del 1952 Bianciardi aveva cominciato a organizzare in biblioteca una serie di conferenze e incontri, per i quali furono chiamati alla Chelliana intellettuali come Carlo Cassola e Giuseppe Dessì, frequentatori abituali, o come Aldo Capitini, Guido Aristarco, Carlo Salinari e Carlo Montella, tra i vari. Bianciardi stesso tenne almeno quattro conferenze: sull'Antologia di Spoon River, sugli statuti di Montepescali, sul materiale di pregio della Chelliana e su Benedetto Croce. Questo periodo di intensa attività culturale, tra conferenze, intellettuali, burocrati di provincia e funzionari pubblici, sarà al centro della satira dello stesso Bianciardi nel suo primo romanzo Il lavoro culturale (1957). Uno dei più noti e significativi contributi di Luciano Bianciardi alla Chelliana fu il progetto di istituzione del bibliobus, biblioteca itinerante con il fine di estendere il servizio anche nei centri rurali del comune di Grosseto. Il 20 giugno 1953 venne inaugurato ed esposto a Grosseto in piazza Socci il bibliobus della Chelliana, un autofurgone Lancia Ardea, appositamente modificato e trasformato all'interno per contenere scaffalature valide al sostegno di circa un migliaio di volumi di piccolo formato. Inoltre, furono aperte sedi distaccate della biblioteca a Batignano, Istia d'Ombrone, Montepescali, e in un secondo momento a Braccagni e Marina di Grosseto. Nelle «gite» per la pianura con il bibliobus, Bianciardi era accompagnato dal collaboratore Aladino Vitali, in quanto non possedeva la patente, ed aveva coniato il motto «questo è il bibliobus Chelliana che viaggia una volta a settimana».

### La lunga direzione di Aladino Vitali
Dopo le dimissioni di Luciano Bianciardi, trasferitosi a Milano per partecipare alla nascita della Feltrinelli, a ricoprire l'incarico di direttore fu Vladimiro Lenzi, figlio dell'ex sindaco Lio Lenzi, dall'aprile al dicembre del 1954, quando venne nominato Aladino Vitali (1920-2011), dipendente della Chelliana e già stretto collaboratore di Bianciardi. Nel 1955 l'amministrazione comunale nominò inoltre un direttore per il museo civico nella figura di Aldo Mazzolai, sancendo la divisione definitiva tra biblioteca e museo che fino a quel momento erano ancora congiunti.
La Chelliana nel 1955 possedeva 25 579 volumi. Dall'inizio degli anni sessanta fino ai primi anni ottanta, l'utenza della biblioteca si attestò stabilmente intorno alle 15 000 presenze, a fronte di una popolazione cittadina di circa 55 000 abitanti ma in costante crescita. L'alluvione che colpì la città il 4 novembre 1966 provocò ingenti danni al patrimonio librario e richiese l'impegno di volontari per liberare i libri dal fango. Tale evento ebbe la conseguenza di tenere la biblioteca emarginata per circa quattro anni dalla vita culturale cittadina; interdetta in un primo momento al pubblico, solo a partire dal 1971 la Chelliana poté nuovamente essere operativa a pieno ritmo. Nel 1975, tuttavia, un'infestazione di termiti rallenterà ulteriormente per circa due anni l'attività della biblioteca.
La direzione di Aladino Vitali, protrattasi per oltre trent'anni, fu caratterizzata da una forte vocazione conservativa, non disgiunta dalla preoccupazione di far fronte con pochi mezzi ad esigenze che con il passare degli anni si facevano via via più impellenti: ampliamento delle raccolte, aggiornamento professionale dei bibliotecari, riordino dei libri e risistemazione fisica degli spazi. Vitali lamentava inoltre noncuranza da parte del Comune e disinteresse alle continue rimostranze effettuate circa la carenza di personale qualificato e l'inadeguatezza degli spazi concessi. Aspetti significativi dell'ultimo periodo furono il primo tentativo per la realizzazione del servizio di prestito interbibliotecario; l'inizio dei lavori di schedatura elettronica e microfilmatura; l'introduzione del sistema di classificazione "Dewey"; il restauro del materiale di pregio e dei manoscritti. Vitali rimase in carica fino al settembre del 1985. La reggenza della biblioteca fu poi affidata a Mariagrazia Celuzza (n. 1954), direttrice del Museo archeologico e d'arte della Maremma, per il quadriennio 1986-1989.

### Gli anni del decentramento

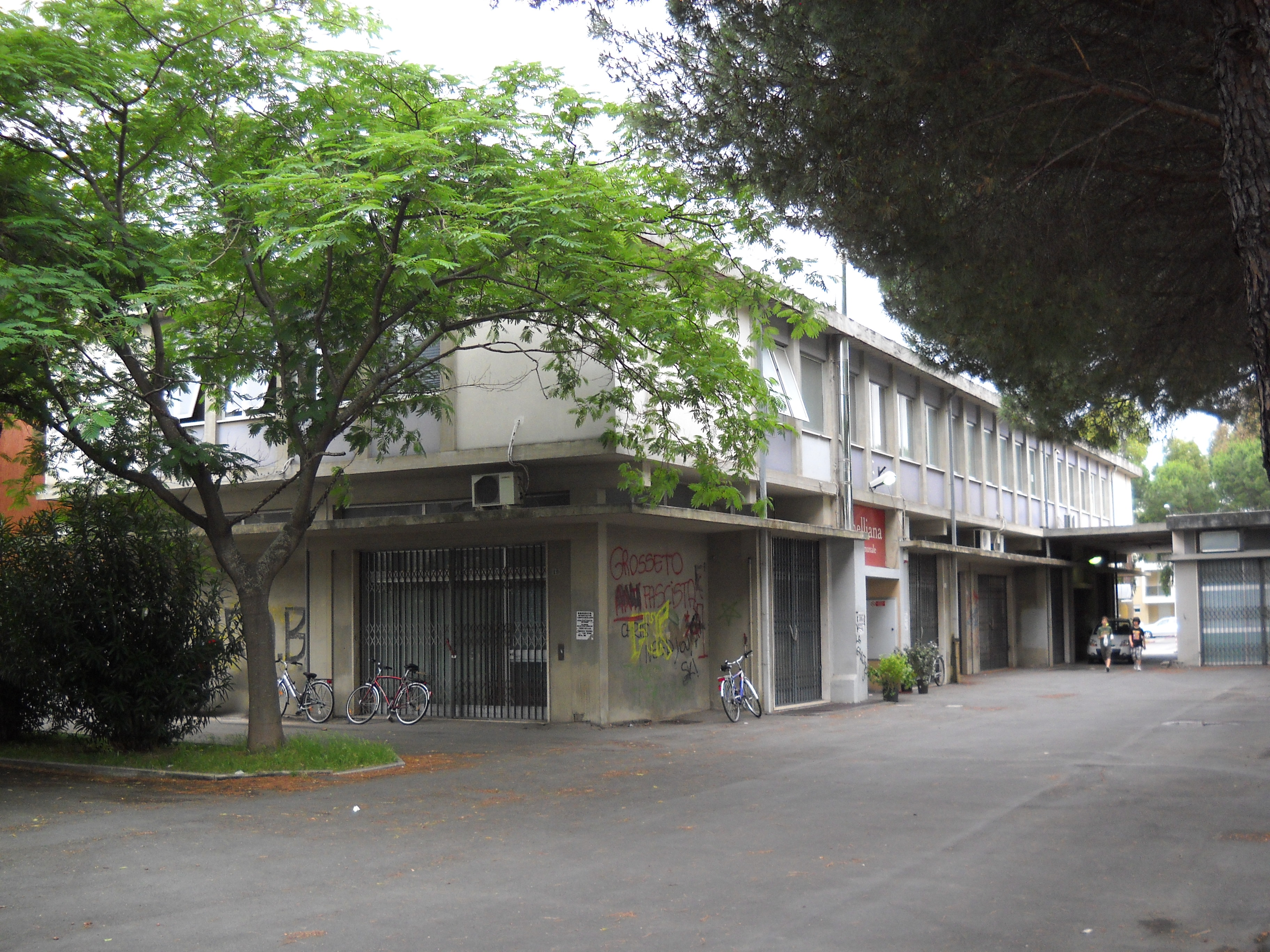
La sede della biblioteca al villaggio Europa dal 1994 al 2019

Nel gennaio del 1990 venne nominato direttore Valerio Fusi (n. 1951), che negli anni precedenti era stato membro della commissione di gestione della biblioteca. La sua direzione fu mirata a realizzare un servizio strutturato per la comunità di riferimento mediante uno svecchiamento delle raccolte – che investiva prima di tutto il settore scientifico, da lui implementato – l'adeguamento della biblioteca agli standard IFLA del 1988, e un'opera di riordino e catalogazione del patrimonio antico. Nel frattempo, il liceo classico era stato trasferito nel nuovo plesso alla "Cittadella dello studente" (1993) e venne quindi deciso di destinare l'intero palazzo Mensini a sede della Chelliana. Per permettere i lavori di restauro e di adeguamento dell'edificio, fu quindi stabilito il provvisorio trasferimento della biblioteca nello stabile periferico dell'ex scuola media "Giuseppe Ungaretti" al villaggio Europa. Il trasloco della Chelliana ebbe inizio nel giugno del 1994 e si protrasse per circa un anno concludendosi nel maggio del 1995. Quella che tuttavia era stata intesa come sede provvisoria, finì per diventare di fatto la nuova sede della biblioteca. Per una serie di avvicendamenti politici e il ritardo dei lavori di restauro di palazzo Mensini, per la Chelliana ebbe inizio un periodo di difficoltà e incertezze, relegata in un edificio dagli spazi limitati, in un'area decentrata della città. Nonostante queste difficoltà e la situazione precaria, non venne inizialmente interrotto il corso positivo avviato nel triennio 1991-1993, anche grazie alla collaborazione con Piero Innocenti e l'Università degli Studi della Tuscia per la riorganizzazione interna della biblioteca e in tema di ricerca. Tra il 1999 e il 2000 nacque il Sistema bibliotecario provinciale grossetano, con la Chelliana come centro operativo di rete, che nel 2014 prese il nome di Sistema documentario integrato grossetano (SDIG).
Nel frattempo, la questione della sede era rimasta al centro dei dibattiti politici, anche se le amministrazioni comunali che si succedettero in questi anni non mancarono di dimostrare uno scarso interesse nei confronti della biblioteca. Un tentativo venne fatto nel 2003, quando fu affidato all'architetto Roberto Aureli di redigere un progetto di restauro e ristrutturazione di palazzo Mensini, i cui lavori procedettero a rilento e con non poche difficoltà tra interruzioni e tentennamenti dell'amministrazione. Nel 2009 il sindaco Emilio Bonifazi tentò di scartare la possibilità di riportare la Chelliana a palazzo Mensini aprendo a nuove possibilità – tra le quali la sistemazione nel palazzo dell'ex GIL o in un edificio da realizzarsi alla "Cittadella dello studente" in accordo con la Provincia – salvo poi ritornare sui suoi passi e ordinare la ripresa dei lavori nel dicembre 2014. Suscitò clamore la scoperta nel febbraio 2016 del furto di un esemplare dell'atlante Theatrum Orbis Terrarum di Abramo Ortelio risalente al 1612, che riportò l'attenzione sull'inconcludenza delle amministrazioni nell'offrire una sede adeguata alla biblioteca.

### Il ritorno a palazzo Mensini
Nell'ottobre 2016 l'amministrazione comunale, presieduta dal sindaco Antonfrancesco Vivarelli Colonna, nominò direttrice Anna Bonelli (n. 1959), già da cinque anni reggente della biblioteca in qualità di responsabile e dirigente del servizio cultura, e confermò la volontà di riportare la Chelliana nella sede di palazzo Mensini. I lavori di restauro dell'edificio, già avviati, furono ripresi tra il 2017 e il 2018 con il completamento delle opere di consolidamento del piano terra che sarebbe andato ad ospitare la biblioteca in attesa dell'ultimazione dei piani superiori. Il 22 ottobre 2018 ebbero inizio le operazioni di trasloco per riportare dopo venticinque anni la Chelliana a palazzo Mensini; l'inaugurazione avvenne il 27 giugno 2019.
Nel gennaio 2020 la biblioteca è divenuta centro operativo della Rete grossetana delle biblioteche, degli archivi e dei centri di documentazione (GROBAC), che sostituisce la precedente rete provinciale SDIG. A causa dell'aggravarsi della pandemia di COVID-19 in Italia, la biblioteca è rimasta chiusa al pubblico dal 6 marzo al 18 maggio 2020.

## Patrimonio librario
La Biblioteca comunale Chelliana dispone di un patrimonio librario di circa 130 000 unità: 123 652 volumi, 7 900 di materiale audio-visivo, 34 incunaboli, 394 cinquecentine, 1 000 seicentine, 2 000 settecentine, 188 manoscritti e 26 pergamene. Il nucleo originario della biblioteca era costituito dalla raccolta privata del canonico Giovanni Chelli e dai fondi ottenuti dai lasciti testamentari del vescovo Giovanni Domenico Mensini e del vicario capitolare della diocesi Domenico Pizzetti, e fu donato al Comune di Grosseto nel 1864. Tuttavia, buona parte del patrimonio librario ha subito gravi perdite nel corso della sua storia, soprattutto per le molte dispersioni in seguito ai trasferimenti e i continui cambi di sede dell'istituto tra la fine dell'XIX e la prima metà del XX secolo; i danni maggiori furono però dovuti agli eventi bellici – il bombardamento del 1943 – e alle due alluvioni del 1944 e del 1966.
Dal punto di vista storico-scientifico si segnalano i tre erbari senesi risalenti al 1765, realizzati sotto le indicazioni di Giuseppe Baldassarri, responsabile del Giardino dei Semplici di Siena dal 1759 al 1780, e restaurati presso l'orto botanico dell'Università di Pisa nel 1994.
Dal 1994 al 2016 fece parte della biblioteca anche l'Archivio delle tradizioni popolari della Maremma grossetana.

### Incunaboli
Di seguito è riportato l'indice delle edizioni del XV secolo (incunaboli) possedute dalla biblioteca.
- Inc. 1: Imitatio Christi; Jean Gerson, De meditatione cordis, Venezia, [Johann Leoviller], ed. Francesco de' Madi, 1486.
- Inc. 2: Agostino d'Ippona, Sermones ad heremitas, Venezia, Paganino de' Paganini, 26 V 1487.
- Inc. 3: Jacopo da Varazze, Sermones quadragesimales; Sermo de passione Christi, Brescia, Angelo e Jacopo britannici, 20 VIII 1483 [1493].
- Inc. 4: Bibbia (in latino); Gabriel Brunus, Tabula, ed. Petrusangelus De Monet Ulmi, Venezia, Girolamo de Paganini, VII [7 IX] 1492.
- Inc. 5: Falaride, Epistholae (in latino), traduzione di Francesco Griffolini; Francesco Griffolini, Epistola di Francesco Pellato; Disthicon, Sant'Orso, Giovanni da Reno, 1475.
- Inc. 6: Trattato de li disamini, [Bologna, Tip. Del Barbatia, 1475].
- Inc. 6 bis: Faltonia Betizia Proba, Centones vergiliani, Brescia, Bernardino Misinta, VIII Kal. Apr. [25 III] 1496.
- Inc. 7: Andreoccio Ghinucci, Oratio ad Innocentium VIII pro Repubblica Senensium, [Roma, Johann Schömberger, dopo 30 X 1484].
- Inc. 8: Senensium oboedientia publica Alessandro VI praestita, [Roma, Stephan Plannck, dopo 15 X 1492].
- Inc. 9: Domenico Cavalca, Specchio di croce, Firenze, [Bartolomeo de' Libri, c. 1494].
- Inc. 10: Claudio Claudiano, Carmina malora et publica; Panegyricus dictus Probino et Olybrio consulibus; Carmina minora; De Raptu Proserpinae; comprende: Bernardino Sassoguidano, Distica Thaddeo Ugoleto. Emendavit Thaddeus Ugoletus, Venezia, Giovanni Tacuino, 6 VI 1495.
- Inc. 11: Imitatio Christi. Venezia, Peter Löslein, 1483.
- Inc. 12: Ditti Cretese, Historia troiana; Darete Frigio, Historia de excidio Troiae, ed. Francesco Faraone (Faragonio), Venezia, Cristoforo de' Pensi, kal. Febr. [1 II]; kal Mart. [1 III] 1499.
- Inc. 13: Gregorio Magno, Dialogi; Paolo Diacono, Vita S. Gregorii (in italiano), Venezia, Andrea Torresani, 20 II 1487.
- Inc. 14: Agostino d'Ippona, Opuscola, Venezia, Ottaviano Scoto, V kal. Iun. [28 V] 1483.
- Inc. 15: Fiore di virtù, Venezia, Matteo Codecà e Bernardino di Pino, [11 luglio] 1485.
- Inc. 16: Graziano, Decretum, seu Concordantia discordantium canonum, cum apparatu, Bartholomaei Brixiensis. Venezia, Piero di Piasi, 25 I 1483.
- Inc. 17: Werner Rolevinck, Fasciculus temporum; Erhard Ratdolt, Epistola Nicolao Mocenigo, Venezia, Erhardus Ratdolt, V kal. Iun. [28 V 1484].
- Inc. 18: Paolo Orosio, Historiae. Castigavit Aeneas Vulpes; Bartolomeo Pagello, Carmen, [Vicenza], Herman Liechtenstein [1474-1475].
- Inc. 19: Agostino d'Ippona, Opuscola; Epistola di Severinus Chalcus; Eusebio Corrado, De vita et moribus Sancti Augustini; Vita Sancti Guarini, Parma, Angelo Ugoletti, pr. kal. apr. [31 III] 1491.
- Inc. 20: Lattanzio, Lucius Coelius Firmianus. De divinis institutionibus, De ira Dei; De opificio Dei vel de formatione hominis; De Phoenice Carmen; Epitome divinarum intitutionum; Ovidio, De Phoenice; Dante Alighieri, Della Fenice; Venanzio Fortunato, Carmen de Pascha; Disticha, ed. Johannes Andreae ep. Areliensis, Venezia, Simone Bevilacqua, 4 IV 1497.
- Inc. 21: Leone Magno, Sermones et Epistolae, ed. Johannes Andrete ep. Areliensis, Venezia, Andrea de' Socci, V. non. Mart. [3 III] 1485.
- Inc. 22: Plinio il Vecchio, Historia naturalis (in italiano), traduzione di Cristoforo Landino, Venezia, Bartolomeo Zani, 12 IX 1489.
- Inc. 23: Marco Valerio Marziale, Epigrammata, commento di Domizio Calderini; Domizio Calderini, Epistola Johanni Francisco Gonzagae; Versus; Epistola Laurentiu Medici; Vita Martialis; Plinio il Giovane, Epistola ad Cornelium Priscum; Marco Lucido Fazini (Fosforo), Epigramma, Venezia, Tommaso de' Blavi e soci, pr. id. iun. [12 VI] 1482.
- Inc. 24: Giustino, Marcus Junianus. Epitome in Trogi Pompei historias; Floro, Epitomererum romanorum. Venezia [Milano, Leonhard Pachel], 4 IV 1494.
- Inc. 25: Dante Alighieri, La Commedia, commento di Cristoforo Landino; Credo, Pater Nostro, Ave Maria di Dante, ed. Piero da Figino, Venezia, Piero Quarenghi, 11 X 1497.
- Inc. 26: Ambrogio, Epistolae; De vocatione; Sermones; Orationes; De sacramentis; De virginibus; De viduis; De cohortatione virginum et dedicatione templi; De institutione virginis; De Helia et ieiunio; Georgius Cribellus, Epigramma, Milano, Leonard Pachel, 18 XII 1490.
- Inc. 27: Giovenale, Decimus Junius. Satyrae, commento di Domizio Calderini, Giorgio Merula, Giorgio Valla; Domizio Calderini, Defensio adversus Brotheum, Venezia, Simone Bevilacqua [1496].
- Inc. 28: Ambrogio Teodosio Macrobio, In Somniom Scipionis Ciceronis expositio; Saturnalia, Venezia, [Giovanni Rosso], 29 VI 1492.
- Inc. 29: Diodoro Siculo, Biblioteca (in latino), traduzione di Poggio Bracciolini, ed. Bartholomaeus Merula, Venezia, Giovanni Tacuino, XII kal. oct. [20 IX] 1496.
- Inc. 30: Appiano di Alessandria, Historia romana (in latino), traduzione di Pier Candido Decembrio, P. I. Scandiano, Pellegrino Pasquali, IV id. ian. [10 I] «MDCCCCLCXV» [1495].
- Inc. 31: Appiano di Alessandria, Historia romana (in latino), traduzione di Pier Candido Decembrio, P. II. Reggio Emilia, Francesco Mazzali, 22 X 1494.
- Inc. 32: Leonardo Bruni, Epistolae familiares, ed. Antonius Moretus e Hyeronimus Squarzaficus [Venezia, Damiano da Gorgonzola e Piero Quarengi] 15 VI 1495.
- Inc. 33: Fabio Planciade Fulgenzio, Mythologiae, commento di Giovan Battista Pio; Voces Antiquate cum testimonio; Giovan Battista Pio, Carmina elegiaca; Vita Fulgentii, Milano, Ulrich Scinzenzeler, 23 IV 1498.

## Statistiche
Le tabelle che seguono riproducono le statistiche dei servizi della biblioteca nel corso degli anni dal 1956 al 2015.
| Triennio  | Prestiti | Letture | Nuove iscrizioni |
| --------- | -------- | ------- | ---------------- |
| 1956-1958 | 18 909   | 16 425  | 1 042            |
| 1959-1961 | 16 022   | 14 431  | 241              |
| 1962-1964 | 25 918   | 17 589  | 981              |
| 1965-1967 | 14 990   | 15 278  | 875              |
| 1968-1970 | 15 361   | 22 339  | 1 312            |
| 1971-1973 | 17 012   | 29 306  | 1 094            |
| 1974-1976 | 12 942   | 23 291  | 1 154            |
| 1977-1979 | 17 981   | 22 612  | 1 988            |
| 1980-1982 | 15 637   | 17 309  | 1 589            |
| 1983-1985 | 15 051   | 20 673  | 1 580            |
| 1986-1988 | 19 483   | 24 682  | 1 571            |
| 1989-1991 | 24 633   | 32 733  | 2 436            |
| 1992-1994 | 38 855   | 47 238  | 3 627            |
| 1995-1997 | 14 047   | 54 689  | 2 568            |
| 1998-2000 | 35 092   | 40 854  | 7 253            |
| 2001-2003 | 44 900   | 29 909  | 4 081            |
| 2004-2006 | 53 306   | 11 941  | 5 016            |
| 2007-2009 | 87 631   | 11 109  | 4 322            |
| 2010-2012 | 129 982  | 11 616  | 3 749            |
| 2013-2015 | 134 826  | 12 227  | 3 064            |

## Direttori
| Periodo   | Direttore                                     | Note          |
| --------- | --------------------------------------------- | ------------- |
| 1860-1868 | Giovanni Chelli                               | [ 21 ]        |
| 1868-1874 | non designato                                 | [ 79 ]        |
| 1874-1904 | Giovanni Battista Ponticelli Agostino Barbini | [ 21 ]        |
| 1907-1909 | Giovanni Pizzetti                             | [ 21 ]        |
| 1909-1913 | Lorenzo Porciatti Alfredo Segrè               | [ 21 ]        |
| 1913-1920 | Alfredo Segrè                                 | [ 21 ]        |
| 1921-1923 | Giovanni Pizzetti                             | [ 21 ]        |
| 1923-1939 | Antonio Cappelli                              | [ 21 ]        |
| 1939-1945 | Maria Emilia Broli                            | [ 21 ] [ 24 ] |
| 1945-1951 | non designato                                 | [ 21 ] [ 32 ] |
| 1951-1954 | Luciano Bianciardi                            | [ 21 ] [ 32 ] |
| 1954      | Vladimiro Lenzi                               | [ 41 ]        |
| 1954-1985 | Aladino Vitali                                | [ 21 ]        |
| 1985-1989 | Mariagrazia Celuzza                           | [ 21 ]        |
| 1990-2011 | Valerio Fusi                                  | [ 21 ]        |
| 2011-2016 | non designato                                 | [ 64 ]        |
| dal 2016  | Anna Bonelli                                  | [ 64 ]        |

### Esplicative
1. ↑  Scriveva il sacerdote nel febbraio 1860: «Per diminuire l'incomodo a quelle gentili persone che da ora in avanti vorranno favorire la Biblioteca di libri si è pensato di destinare due depositi uno in Firenze alla libreria Poggi in faccia al Palazzo non finito e l'altro in Siena alla libreria Pozzi, i quali signori che graziosamente prestano, rilasceranno ricevuta». Cfr. Bonelli, Corso 1994, p. 132.
2. ↑  Così scriveva il Chelli in una nota del diario del 3 dicembre 1861: «Il Capitolo non ha sborsato un centesimo per la Biblioteca e il Museo. Il Capitolo non ha fondi per mantenere questo stabilimento. Il Capitolo non può dare alcuna garanzia di ciò che esiste nella Biblioteca. [...] Il pubblico non può essere garantito che dal Governo o al più dal Municipio». Cfr. Bonelli, Corso 1994, pp. 133–134.
3. ↑  Nel periodo tra il 1870 e il 1923 le informazioni sulle collocazioni sono confuse e frammentarie, si ha nota di sistemazioni in vari edifici pubblici della città tra cui il palazzo comunale, il palazzo del Tribunale e il palazzo della Provincia. Cfr. Bonelli, Corso 1994, p. 135–136 e Bonelli 2011, p. 481.
4. ↑  Nel febbraio 1908 Pizzetti mise in evidenza come la biblioteca fosse «ancora tenuta con sistema che non è razionale, e con metodi talmente antichi, che alle volte riesce quasi impossibile la ricerca di un libro, e il più delle volte difficile». Cfr. Bosco, Seravalle 1998, p. 40.
5. ↑  Nella Statistica delle biblioteche del 1894 il Ministero aveva censito 21 500 volumi. Si noti come il numero del patrimonio librario sia dimezzato rispetto ai 50 000 volumi censiti nel 1866.
6. ↑  Maria Emilia Broli era di origine cremonese, si era diplomata al corso per le biblioteche popolari e prima di arrivare a Grosseto aveva già lavorato presso la Biblioteca statale di Lucca. Dal 1945 al 1973 sarà la direttrice della Biblioteca comunale di Asti. Cfr. Francioni 2016, pp. 39–40.
7. ↑  Scriveva Bianciardi che «la biblioteca civica era stata, negli anni fino alla guerra, una tipica piccola biblioteca di provincia. Frequentata da pochi specialisti di erudizione locale, gelosa e chiusa di fronte al gran pubblico [...]. Bisognava invece adoperarsi in ogni modo per fare della biblioteca un centro attivo di diffusione culturale e di educazione alla lettura». Cfr.  Luciano Bianciardi, La cultura su quattro ruote, in La Gazzetta, Livorno, 26 luglio 1953.
8. ↑  Nonostante sia stata più volte attribuita a Bianciardi la paternità dell'introduzione del bibliobus in Italia (cfr. Corrias 2011, pp. 43–44.,  Bibliotecari famosi... ma non in quanto bibliotecari, su aib.it, AIB, 3 novembre 2002. URL consultato il 1º giugno 2014.) Bianciardi e l'amministrazione comunale avevano tratto spunto da una simile iniziativa che la Biblioteca Estense di Modena, diretta da Emma Coen Pirani, aveva avviato alla fine del 1952. La ditta modenese produttrice del bibliobus inviò un suo modello in esposizione a Grosseto su richiesta dell'amministrazione comunale. Cfr. Francioni 2016, pp. 71–85. Ciò è confermato dalla testimonianza di Vladimiro Lenzi; Aladino Vitali specifica che l'idea del bibliobus fu del segretario comunale Rino Gracili, che Bianciardi sostenne fin da subito. Cfr. Bonelli 2008, p. 33.
9. ↑  Come ricorda lo scrittore Carlo Cassola, accompagnatore occasionale, «si partiva alla mattina, giravamo nei paesi con questi libri, ed era un modo per bighellonare da un paese all'altro, conoscere tanta gente. A pranzo si scoprivano le trattorie». Cfr. Corrias 2011, pp. 43–44.
10. ↑  A partire dal 1956 iniziarono ad essere tenute statistiche giornaliere circa la frequentazione della biblioteca, con dati sulle presenze, su letture, prestiti e iscrizioni. Dalle 3 670 presenze del 1956 si passò alle 10 219 del 1959, anno in cui venne approvato il regolamento della biblioteca. Cfr. Bonelli, Corso 1998, p. 138 e Bonelli 2008, pp. 29–30, 133–143.
11. ↑  Come si legge nella testimonianza dell'epoca di Ettore Bianciardi, figlio di Luciano e volontario impegnato alla pulizia dei libri dal fango, come era stato il padre dopo l'alluvione del 1944, «la situazione era molto grave, lo sottolineava la faccia più seria del solito del direttore Aladino Vitali [...]; tirammo fuori i libri dei ripiani bassi, erano blocchi di fango. Dovevamo, con la nostra scarsa perizia, aprire a una a una le pagine separandole e poi mettere i libri a cavalcioni su un filo tirato tra le pareti, come panni ad asciugare». Cfr.  Ettore Bianciardi, Alla Chelliana i libri come panni ad asciugare, in Grosseto, 4 novembre 1966. 40 anni fa l'alluvione, La Nazione. Cronaca di Grosseto, 4 novembre 2006..
12. ↑  Secondo il giudizio che ne dà Piero Innocenti, «Vitali si sarebbe rivelato nella sua gestione [...] il miglior bibliotecario nella storia della biblioteca grossetana: uomo di cultura [...], tecnico impeccabile, funzionario attento, per nulla spaventato o anche solo intimidito dalla necessaria e defatigante interlocuzione con assessori, sindaci e burocrati statali». Cfr. Innocenti 2009, pp. 64–65.
13. ↑  Dalle corrispondenze con i vari assessori alla cultura e gli allora sindaci Renato Pollini e Giovanni Battista Finetti è possibile ricostruire i rapporti, non sempre distesi, tra biblioteca e amministrazione comunale. Cfr. Bonelli 2008, p. 16, 22–24.
14. ↑  Come osserverà Piero Innocenti, in questo periodo «si ha per la Chelliana una reggenza oscuramente funzionariale [...], di scarsa iniziativa, che affossa la biblioteca», come dimostrano i dati sulle presenze e lo scarso numero di volumi acquisiti dalla biblioteca dal 1986 al 1989. Cfr. Innocenti 2009, pp. 64–65 e Bonelli 2008, p. 43.
15. ↑  Si procedette all'adozione dello scaffale aperto, alla riorganizzazione della sezione locale, all'estensione del sistema di classificazione "Dewey" all'intero patrimonio librario e all'informatizzazione di tutta l'attività della biblioteca, completata nel 1997; cfr. Innocenti 2009, pp. 64–65.
16. ↑  Il lavoro sul patrimonio antico culminò nell'edizione di due cataloghi, uno sugli incunaboli (1993) e uno sulle cinquecentine (1995); vedere  Anna Bosco e Luca Seravalle, Incunaboli della Biblioteca Chelliana di Grosseto, Firenze, Titivillus Editore, 1993.  Anna Bosco e Luca Seravalle, Le edizioni del XVI secolo della Biblioteca Chelliana, Grosseto, Biblioteca Chelliana, 1995. Cfr. anche Bonelli 2008, pp. 37–42.
17. ↑  Dopo il trasloco, solamente all'inizio degli anni duemila la Chelliana ritrovò una qualche stabilità, seppur precaria; le presenze aumentarono dalle 22 691 del 1999 alle 34 214 nel 2001. Cfr. Bonelli 2008, p. 66.
18. ↑  Con il supporto dell'università viterbese, la biblioteca fu anche casa editrice dal 1995 al 2006, pubblicando i primi tredici numeri (1995-1999) della rivista biblioteconomica «Culture del testo» diretta da Piero Innocenti e una serie di studi e ricerche riguardanti soprattutto il patrimonio storico posseduto; si ricordano i lavori di Maria Adelaide Ranchino e Anastasia Riscaldati sul fondo antico della Chelliana (1996); gli studi Anna Bosco e Luca Seravalle sui manoscritti (1998) e sulle pergamene (2002); i progetti di edizione, conservazione e restauro dei cataloghi antichi di Cristina Cavallaro (2001). Cfr. Innocenti 2009, pp. 64–65. e Bonelli 2008, pp. 45–48, 108–109.
19. ↑  Ciò emerge anche dall'analisi che ne fa Piero Innocenti in Innocenti 2009, pp. 64–65. In seguito al pensionamento di Valerio Fusi nel 2011, l'amministrazione comunale rimandò la nomina di un direttore ponendo la Chelliana alle dirette competenze dell'assessorato alla cultura, privandola di un responsabile con potere decisionale e riducendone di fatto le possibilità d'iniziativa.
20. ↑  Il progetto venne redatto dall'Ufficio tecnico comunale dopo che fu scartato quello proposto da Roberto Aureli nel 2003 e aggiornato nel 2008, ritenuto troppo costoso. Cfr.  Chelliana restaurata, Aureli si dissocia. «Quello non è più il mio progetto»[collegamento interrotto], Il Tirreno, 7 dicembre 2018. URL consultato il 27 giugno 2019.  «Il progetto di Aureli era troppo costoso»[collegamento interrotto], Il Tirreno, 9 dicembre 2018. URL consultato il 27 giugno 2019.
21. ↑  L'archivio nel 2016 si costituirà associazione culturale ritornando indipendente dalla biblioteca. Cfr.  Archivio delle tradizioni popolari della Maremma grossetana, su siusa.archivi.beniculturali.it. URL consultato il 26 giugno 2019.
22. ↑  Dati sottostimati in quanto sono mancanti le statistiche per l'anno 1961.
23. ↑  La biblioteca è retta da una commissione composta da Francesco Ferri, Carlo Ponticelli e Giovanni Battista Ponticelli, con Luca Fantozzi in qualità di vice-bibliotecario.
24. ↑  Bibliotecario conservatore.
25. ↑  Presidente della commissione direttiva.
26. ↑  Bibliotecario conservatore.
27. ↑  Bibliotecario conservatore.
28. ↑  Dopo un periodo di incertezza dovuto ai danni causati dalla guerra, il 24 gennaio 1949 viene affidato a Luciano Bianciardi l'incarico di riordinare la biblioteca; sarà nominato direttore nell'autunno 1951.
29. ↑  La biblioteca è retta dalla bibliotecaria Anna Bonelli in qualità di dirigente del servizio Cultura e responsabile del procedimento.

### Riferimenti bibliografici
1. 1 2 3   Biblioteca comunale Chelliana, su Anagrafe delle Biblioteche Italiane. URL consultato il 25 luglio 2024.
2. ↑   Biblioteca Comunale Chelliana di Grosseto, su bibliotechedimaremma.it. URL consultato il 4 giugno 2020.
3. 1 2 3 4 5 6 7 8 9 10  Vitali 1969, p. 210.
4. ↑  Paoloni, Cavallaro 2004.
5. ↑  Corrias 2011.
6. ↑  Francioni 2016.
7. 1 2   Dopo 25 anni la Chelliana torna in centro: "Saremo protagonisti di un polo culturale", Il Tirreno, 25 giugno 2019. URL consultato il 27 giugno 2019.
8. ↑   La Chelliana sbarca in ospedale. Gli orari e l'intera offerta, Il Tirreno, 28 gennaio 2009. URL consultato il 26 giugno 2019 (archiviato dall'url originale il 26 giugno 2019).
9. 1 2 3  Bonelli, Corso 1994, pp. 130–131.
10. 1 2  Michel 1930, p. 670.
11. 1 2 3  Bonelli, Corso 1994, p. 132.
12. 1 2 3 4  Bonelli, Corso 1994, pp. 133–134.
13. ↑  Bosco, Seravalle 2009, pp. 82, 98, 109–110, 143.
14. 1 2 3 4  Bonelli, Corso 1994, pp. 135–136.
15. 1 2 3  Bonelli 2011, p. 481.
16. ↑  Bosco, Seravalle 1998, pp. 34, 39–40.
17. 1 2  Bosco, Seravalle 1998, p. 40.
18. 1 2  Bonelli 2011, p. 483.
19. ↑  Segrè 1910, pp. 39-48.
20. ↑   Adele Capuzzo Dolcetta, su scienzaa2voci.unibo.it. URL consultato il 25 giugno 2019.
21. 1 2 3 4 5 6 7 8 9 10 11 12 13 14 15  Bosco, Seravalle 1998, p. 44.
22. 1 2  Bosco, Seravalle 1998, pp. 41–42.
23. ↑  Davoli 1934, pp. 31–65.
24. 1 2 3 4 5 6  Francioni 2016, pp. 39–40.
25. 1 2  Francioni 2016, p. 41–43.
26. ↑  Bottasso 1984, p. 329.
27. ↑  Bosco, Seravalle 1998, pp. 42–43.
28. 1 2 3  Bonelli 2008, p. 14.
29. 1 2  Francioni 2016, pp. 45–46.
30. 1 2  Paoloni, Cavallaro 2004, pp. 19–34.
31. ↑   Luciano Bianciardi, La cultura su quattro ruote, in La Gazzetta, Livorno, 26 luglio 1953.
32. 1 2 3 4 5 6  Francioni 2016, p. 36–37.
33. ↑  Francioni 2016, p. 68.
34. ↑  Francioni 2016, pp. 47–54.
35. ↑  Corrias 2011, pp. 59–62.
36. 1 2 3 4  Francioni 2016, pp. 90–99.
37. ↑   Luciano Bianciardi, Il lavoro culturale, Milano, Feltrinelli, 1957.
38. 1 2 3 4  Francioni 2016, pp. 71–85.
39. ↑  Paoloni, Cavallaro 2004, pp. 13–17.
40. ↑  Bonelli 2008, p. 15.
41. 1 2  Bonelli 2008, p. 32.
42. ↑  Francioni 2016, p. 38.
43. ↑   Kansas City, un paradosso fortunato: intervista con Aldo Mazzolai, in Il gabellino, n. 12, 2005,  pp. 4–5.
44. ↑  Bonelli 2008, pp. 12–13.
45. ↑   Luciano Bianciardi e Pilade Rotella, Grosseto, un'alluvione per la povera gente, Grosseto, Errepi, 1967.
46. ↑  Bonelli 2008, pp. 18–21.
47. ↑  Bonelli 2008, pp. 24–26.
48. ↑  Bonelli 2011, p. 484.
49. ↑  Bonelli 2008, pp. 27–28.
50. ↑  Bonelli 2008, pp. 37–42.
51. 1 2 3 4 5  Innocenti 2009, pp. 64–65.
52. 1 2 3 4  Bonelli 2008, pp. 45–48.
53. ↑  Bonelli 2008, pp. 57–61.
54. ↑   Sistema documentario integrato grossetano: i numeri in provincia, Grosseto Notizie, 5 febbraio 2016. URL consultato il 28 settembre 2020.
55. ↑  Bonelli 2008, p. 67.
56. ↑   Il sindaco annuncia i progetti. In via Mazzini l'Università. «La biblioteca sarà trasferita nella ex Gil», su provincia.grosseto.it, La Nazione, 21 ottobre 2009. URL consultato il 30 gennaio 2021 (archiviato dall'url originale il 7 settembre 2012).
57. ↑   Trasferimento di archeologia, ci siamo. [collegamento interrotto], su provincia.grosseto.it, Il Corriere di Maremma, 27 giugno 2010. URL consultato il 12 ottobre 2010.
58. ↑   La biblioteca sarà alla Cittadella. Marras e Bonifazi sulla Chelliana: «La decisione sul posto è presa» [collegamento interrotto], su ricerca.gelocal.it, Il Tirreno, 21 luglio 2010. URL consultato il 7 ottobre 2010.
59. ↑   Biblioteca, il Comune fa marcia indietro, si farà in via Mazzini. L'annuncio del primo cittadino alla festa democratica: i tagli nel bilancio impongono di puntare su poche scelte. Il sindaco: «Progetti e conti che non tornano», su provincia.grosseto.it, Il Tirreno, 2 settembre 2013. URL consultato il 30 gennaio 2021 (archiviato dall'url originale il 2 settembre 2013).
60. ↑   La biblioteca Chelliana tornerà in via Mazzini. Il sindaco Bonifazi avanza per la prima volta un'ipotesi che pareva superata. Ultimati i lavori, il 2015 potrebbe essere l'anno del rientro nella storica sede, su provincia.grosseto.it, Il Tirreno, 20 gennaio 2015. URL consultato il 23 gennaio 2015.
61. ↑   Rubato un atlante del 1600 dalla Biblioteca Chelliana, La Nazione, 24 febbraio 2016.
62. ↑   Dalla cassaforte sparisce un antico planisfero da 350.000 euro, Il Tirreno, 24 febbraio 2016. URL consultato il 27 giugno 2019.
63. ↑   «La Chelliana abbandonata da venti anni», Il Tirreno, 26 febbraio 2016. URL consultato il 27 giugno 2019.
64. 1 2 3   La cultura oltre gli scaffali: la Chelliana secondo Anna, Il Tirreno, 29 ottobre 2016. URL consultato il 4 novembre 2016.
65. ↑   Agresti: «Ora l'obiettivo è riportarla in via Mazzini», Il Tirreno, 29 ottobre 2016. URL consultato il 27 giugno 2019 (archiviato dall'url originale il 27 giugno 2019).
66. ↑   Rinasce la biblioteca. La Chelliana torna nella sede storica[collegamento interrotto], Il Tirreno, 20 luglio 2017. URL consultato il 27 giugno 2019.
67. ↑   Palazzo Mensini: pronti al rush finale[collegamento interrotto], Il Tirreno, 23 febbraio 2018. URL consultato il 27 giugno 2019.
68. ↑   Entro l'anno la Chelliana in via Mazzini, Il Tirreno, 13 aprile 2018. URL consultato il 27 giugno 2019 (archiviato dall'url originale il 27 giugno 2019).
69. ↑   La Chelliana torna a casa. Trasloco dal 22 ottobre[collegamento interrotto], Il Tirreno, 6 ottobre 2018. URL consultato il 27 giugno 2019.
70. ↑   Biblioteca, domani via al trasloco in via Mazzini[collegamento interrotto], Il Tirreno, 21 ottobre 2018. URL consultato il 27 giugno 2019.
71. ↑   È nata la Rete Grobac – Rete Grossetana delle Biblioteche, degli Archivi e dei Centri di documentazione, in Maremma Magazine, dicembre 2019,  62–64.
72. ↑   Riapre la biblioteca Chelliana: ecco gli orari e le regole da rispettare, Grosseto Notizie, 15 maggio 2020. URL consultato il 4 giugno 2020.
73. ↑  Bonelli 2011.
74. ↑   Lucia Amadei, Neda Bechi e Fabio Garbari, Tre antichi erbari senesi rinvenuti a Grosseto, in Museologia scientifica, vol. 15, n. 1, 1998.
75. ↑   Anna Bosco e Luca Servalle, Incunaboli della Biblioteca Chelliana di Grosseto, Firenze, Titivillus Editore, 1993.
76. ↑  Davoli 1934.
77. ↑  Bonelli 2008, pp. 29–31, 42–44, 53–56, 66.
78. ↑   Biblioteca Chelliana. Statistiche 2007/2011, su chelliana.it. URL consultato il 17 ottobre 2011 (archiviato dall'url originale il 3 giugno 2015).
79. ↑  Bosco, Seravalle 1998, pp. 70, 80.